# 스테이시 글릭
스테이시 글릭(Stacey Glick, 1971년 12월 29일 ~ )은 미국의 배우, 영화배우이다.
브루클린에서 태어났다.

## 영화
- 3시의 결투 (1987년) - 브레이 밋첼 역
- 더 데이 더 러빙 스탑드 (1981년)